# NGC 2974
NGC 2974 = NGC 2652 ist eine linsenförmige Galaxie mit aktivem Galaxienkern vom Hubble-Typ SB0 im Sternbild Sextant am Südsternhimmel. Sie ist schätzungsweise 77 Millionen Lichtjahre von der Milchstraße entfernt und hat einen Durchmesser von etwa 80.000 Lj.
Das Objekt wurde am 6. Januar 1785 von William Herschel entdeckt. Sie wurde im Jahr 1886 von Ormond Stone wiederentdeckt, dieser im NGC-Katalog als 2652 verzeichnet wurde.

## NGC 2974-Gruppe (LGG 179)
| Galaxie   | Alternativname | Entfernung/Mio. Lj |
| --------- | -------------- | ------------------ |
| NGC 2974  | PGC 27762      | 77                 |
| PGC 27747 | MCG -1-25-24   | 75                 |
| PGC 27817 | MCG -1-25-31   | 77                 |
| PGC 27825 | MCG -1-25-33   | 77                 |
| PGC 27833 | MCG -1-25-34   | 83                 |